# Liste des barons français subsistants
 (novembre 2023).
Cet article recense les titres de barons subsistants accordés par un Roi de France. Les titres de barons de l'Empire, particulièrement nombreux, seront recensés dans un autre article.

Couronne de baron
Couronne de baron et pair

## Liste des titres

### Henri III, Henri IV, Louis XIII et Louis XIV
- Bardon de Segonzac, 1623
- Douhet d'Auzers (de),1579
- Fresnoye de Flers (de), 1667

### Louis XV
- Anthès, 1731
- Blocquel de Croix de Wismes, 1759
- Bouvet (de), 1724

### Louis XVI
- Bonardi du Ménil (de), 1778
- Huart (d'), 1785

### Louis XVIII
- Alefsen de Boisredon, 1822
- Bernon (de) 1818
- Chapelain de Séréville, 1819
- Dugas de La Catonnière, 1816
- Durand, 1816
- Froment (de), 1815
- Garnier de Labareyre, 1818
- Gaujal (de), 1822
- Guerrier de Dumast, 1817
- Hüe, 1818
- Jouvenel (de), 1817
- Nielly, 1815
- Noury, 1822
- Panon Desbassayns de Richemont, 1815
- Plessis de Pouzilhac, 1818
- Ronseray, 1818
- Saint Vincent (de), 1818
- Salvaing de Boissieu, 1821
- Susbielle (de), 1822
- Walckenaer, 1823

### Charles X
- Bastier de Bez de Villars 1825
- Baudelet de Livois 1829
- Bouteville (de), 1824
- Bray (de), 1827
- Cassin (de), 1825
- Ghaisne de Bourmont (de), 1828
- Lombard de Buffières, 1830
- Michel de Trétaigne, 1828
- Renty (de), 1828
- Thénard, 1825
- Aurier de Piessac, 1826